# The Castle of Otranto
The Castle of Otranto is een roman van Horace Walpole die in 1764 werd gepubliceerd, al vermeldde de eerste editie het jaartal '1765'. Dit werk wordt algemeen beschouwd als de eerste gothic novel, een literair genre dat enorm populair zou worden in de tweede helft van de 18e en het begin van de 19e eeuw. Walpoles voorbeeld zette andere auteurs zoals Ann Radcliffe en Matthew Lewis aan om ook een dergelijk angstaanjagend verhaal te schrijven. In dezelfde traditie situeren zich de werken van Bram Stoker, Edgar Allan Poe en Daphne du Maurier.
Horace Walpole, vierde graaf van Orford en zoon van premier Robert Walpole, was geobsedeerd door middeleeuwse gotische gebouwen en liet zelfs zijn eigen Londense villa Strawberry Hill in die stijl oprichten. Deze fascinatie voor gothic leidde tot het schrijven van The Castle of Otranto. Het kasteel is meer dan een gebouw in het verhaal. Het is immers daar dat alle actie zich afspeelt, in de verboden kamers, donkere gangen en dreigende torens, waardoor het zelfs kan worden beschouwd als de belangrijkste 'held' van de roman. Het idee voor het verhaal zou hij naar verluidt gekregen hebben door een levendige droom, waarin een reusachtige geharnaste hand voorkwam. In zijn boek verandert hij die hand in een reusachtige helm die in het begin van het verhaal de zoon van het hoofdpersonage Manfred op zijn trouwdag verbrijzelt. Daaruit volgen allerlei dramatische ontwikkelingen.
In het voorwoord van de eerste editie (1764) deed Walpole het voorkomen alsof het een middeleeuwse Italiaanse romance uit 1529 betrof, Canon van de Kerk van St. Nicolaas in Otranto van Onuphrio Muralto, vertaald door William Marshal, Gent. Pas later, in de tweede editie, gaf hij toe zelf de auteur te zijn. Walpole verschafte het nieuwe genre ook zijn naam, door aan die tweede editie de subtitel 'A Gothic Story' toe te voegen. Commercieel was The Castle of Otranto een groot succes. Het leverde meteen ook alle ingrediënten van de gothic novel: spookkastelen, exotische locaties, achtervolgde maagden, de hele reeks parafernalia die het genre van de gothic bepalen, het zit er allemaal in. Zo speelt het verhaal zich af in Italië, voor Engelsen uit die tijd een exotische plaats. Zoals het een gothicauteur betaamt haalt Walpole werkelijk alles uit de kast om zijn lezers de stuipen op het lijf te jagen. De dichter Thomas Gray zei over dit boek:
It makes one cry a little, and, in all general, afraid to go to bed o' nights...